# Conopeum ponticum
Conopeum ponticum is een mosdiertjessoort uit de familie van de Electridae. De wetenschappelijke naam van de soort is voor het eerst geldig gepubliceerd in 2001 door Hayward.